# イオン延岡ショッピングセンター
イオン延岡ショッピングセンター（イオンのべおかショッピングセンター）は、宮崎県延岡市にあるイオン九州株式会社が運営・管理するショッピングセンターである。イオン延岡店を核に76の専門店（2011年9月末現在）が並ぶ。1996年4月24日に延岡ニューシティショッピングセンターとして開店し、2011年3月1日に現在の名称に改称された。
本項では、前身の運営会社であった旭ジャスコやかつて存在した旭化成サービスについても記述する。

## 概要

### 社員向け福利厚生施設からSCへ脱皮
イオン延岡ショッピングセンターの源流は、旭化成の前身、日本窒素肥料が1923年に延岡に進出し従業員向けに消費財を供給する福利厚生施設（供給所）を設置したことに遡る。市中価格より遥かに安価で提供していたことで一般市民も多く利用していたが、これに地元商店街が反発。1950年代には供給所の利用を社員とその家族や関係者に限定したが、次第に制限は有名無実化した。1968年8月27日に「旭化成サービス」（旭化成の100%子会社、店舗ブランド名旭サービス）として一般企業となったことで堂々と利潤を追求できるようになり、最盛期には日向市・都城市にも進出を果たしていた。

### 「ジャスコ」化
1989年12月1日、旭化成は宮崎県北地域の地域開発構想「カルチャーアッププラン21」を策定し、その推進母体として「シーユーピー事業」（現：旭化成オフィスワン）を同月22日に設立。この中に本店をショッピングセンター形式・都市型百貨店形式に転換、旭化成恒富社宅跡地に建設することが掲げられ（「ヤーク事業」と通称される）、1992年2月に運営会社として「ヤーク」が設立された。ヤーク事業は進展せず、紆余曲折の末、1994年11月11日にジャスコ（現：イオン株式会社）との提携を発表し、1995年2月6日に社名はヤークから「旭ジャスコ」に変更、出資比率はジャスコ：シーユーピー事業=7:3とし、ジャスコを核とした延岡ニューシティショッピングセンターが建設されることとなった。
延岡ニューシティショッピングセンターの開業に伴い、従来の「旭化成サービス」店舗は1996年3月15日18時30分を持って全店閉鎖し、企業としては1996年3月末をもって解散した。ただし、ボウリング事業（サンボウル）、保険事業（アフラック）、情報通信事業（ドコモショップ）については新旭サービスに継承されている。旭化成サービスの閉店は前年にダイエーが延岡に進出したことも関係しているが、当のダイエーもまた2000年に閉店している。

### 開業後

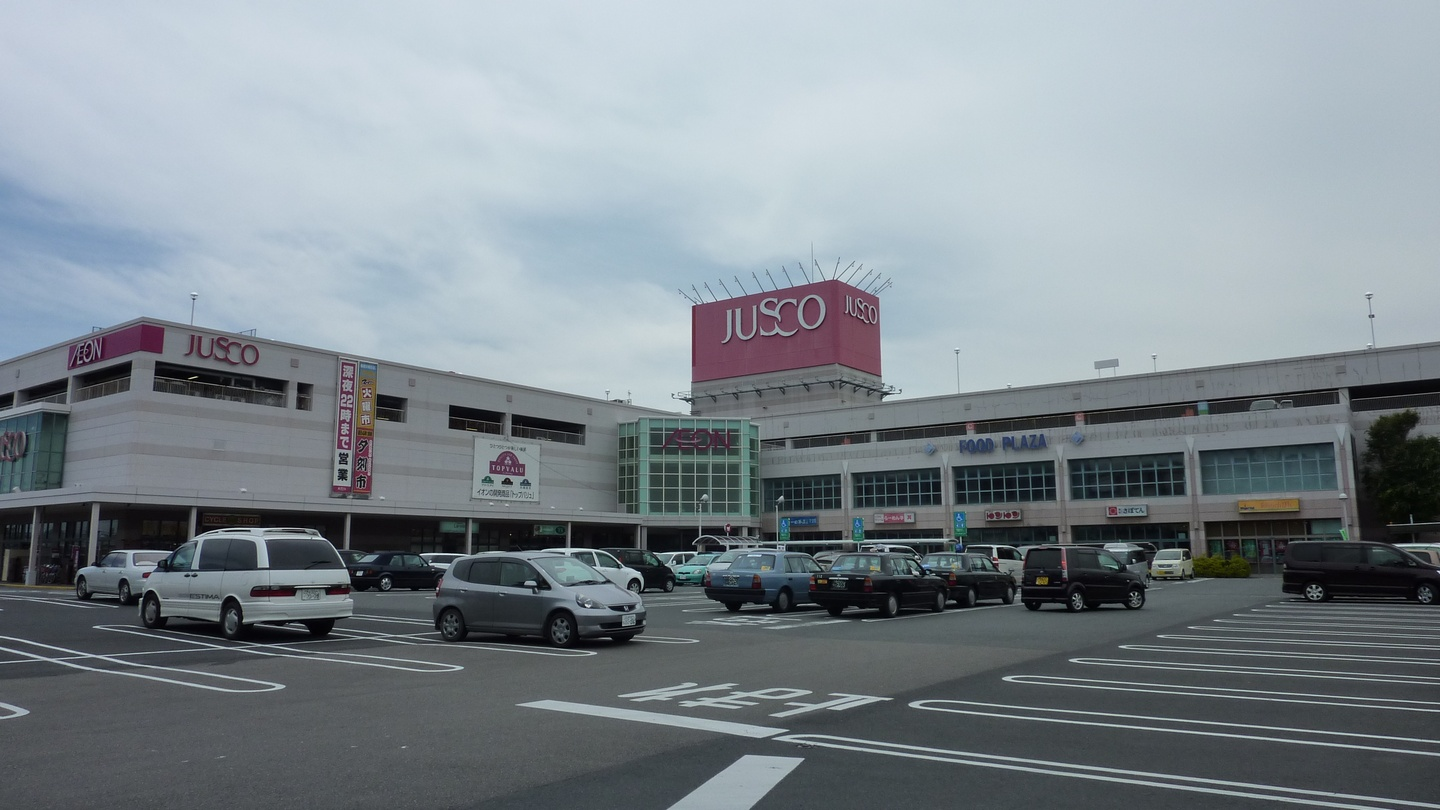
延岡ニューシティショッピングセンター
ジャスコ時代末期の店舗概観（2010年5月）

1996年4月24日にソフトオープン。売り場面積は22,421平方メートルと宮崎県内で宮交シティに次ぐ規模の商業施設であった。正式開業は同月27日であり、開業式典にはジャスコ（現：イオン株式会社）会長岡田卓也や旭化成会長山口信夫も参列した。
当初は旭化成側の都市型百貨店としての構想を具象化したかたちで、2階部分の約4,500平方メートルを用いてボンベルタ橘のテナント「ボンベルタ延岡ニューシティー」が入居したが、1996年度・1997年度ともに赤字を計上し、ボンベルタ橘本体の経営に悪影響を及ぼしかねないことを理由に1998年8月20日に撤退した。1999年8月21日には運営会社の旭ジャスコが九州ジャスコ（現：イオン九州）へ合併され、イオン九州による直営となった。2003年には南東部分（当項目の画像の左側にあたる）を増床し、同年10月28日より運営を開始した。売り場面積は25,611平方メートル（従来の1.3倍）、敷地面積は48,387平方メートルに広がった。2002年度の売上高は約134億円であった。
2011年3月にイオングループの店舗ブランド名統一のため、核店舗の「ジャスコ延岡ニューシティ店」がイオン延岡店と改称された。これに伴って、ショッピングセンター名を「イオン延岡ショッピングセンター」に改称した。この年には専門店の改装・入れ替えなどといった売り場のリニューアルを実施、同年7月9日に本格的な運営を開始した。ただし、ヴィレッジヴァンガードなど2階部分の専門店およびイオン直営部分は先行して6月18日から運営されており、7月9日以降、タリーズコーヒーは県北初の店舗として7月16日に、マクドナルドは7月23日に、ユニクロは9月16日にオープンした（マクドナルドはリニューアル）。
1996年当時、市街地には寿屋（現在のカリーノ）、アヅマヤ百貨店、ダイエーと計4店舗大規模店が存在したが、イオン（ジャスコ）を除き2002年までに閉店。現在では延岡市唯一の大規模店となっている。
2025年4月リニューアルを実施、無印良品が県北初出店。宮崎の無印良品では初の冷凍食品取扱い店舗となる。

## 沿革
- 1923年（大正12年） - 旭化成の前身、日本窒素肥料が供給所を設ける。
- 1968年（昭和43年）8月27日 - 供給所が旭化成サービスとして一般企業となる。
- 1989年（平成元年）12月1日 - 旭化成が宮崎県北地域の地域開発構想「カルチャーアッププラン21」を策定。
- 1992年（平成4年）2月26日 - 都市型百貨店の設置を目的として、旭化成が運営会社「ヤーク」を設立[20]。
- 1994年（平成6年）11月11日 - 旭化成がジャスコ（現：イオン株式会社）との提携を発表。
- 1995年（平成7年）2月6日 - ヤークの社名を旭ジャスコに変更。
- 1996年（平成8年）
  - 3月15日 - 旭化成サービス本店・閉店。
  - 4月24日 - 延岡ニューシティショッピングセンター、「旭ジャスコ」を核店舗・「ボンベルタ延岡ニューシティ」を準核店舗としてプレオープン（正式開業は同月27日）。
- 1998年（平成10年）8月20日 - ボンベルタが撤退。
- 1999年（平成11年）8月21日 - 旭ジャスコが九州ジャスコ（現：イオン九州）に吸収合併される。
- 2003年（平成15年）10月28日 - 南東部分を増床し、リニューアルオープン。
- 2011年（平成23年）
  - 3月1日 - 核店舗の「ジャスコ延岡ニューシティ店」が「イオン延岡店」に改称。同時にショッピングセンター名をイオン延岡ショッピングセンターとする。
  - 7月9日[18] - 専門店の入れ替え・改装を中心としたリニューアルを実施。
- 2020年（令和2年）4月1日 - 本店を含む全国のイオン直営売場での無料レジ袋配布終了[21]。
- 2025年（令和7年）
  - 4月24日- 専門店の入れ替え・改装を中心としたリニューアルを実施。

## フロアとテナント

### フロア概要
核店舗のイオン延岡店と76の専門店で構成される。
| 階  | フロア概要                         |
| --- | ---------------------------------- |
| R階 | 屋上駐車場                         |
| 3階 | 屋内駐車場                         |
| 2階 | ファッションと楽しいキッズのフロア |
| 1階 | 食料品と暮らしのフロア             |

### 主なテナント
1階
- Green Parks topic（レディス）
- ABCマート（靴）
- くまざわ書店（書籍）
- セリア（100円ショップ）
- マクドナルド（ファストフード）
- リンガーハット（ちゃんぽん）
- カルディコーヒーファーム（カフェ）
- 理容プラージュ（理容）
- ミスタードーナツ（ファーストフード）
- サーティワンアイスクリーム（ファーストフード）

2階
- シューラルー（レディス・雑貨）
- ハニーズ（レディス）
- ミキハウス（キッズ）
- ヴィレッジヴァンガード（雑貨・書籍）
- オンデーズ（眼鏡）
- モーリーファンタジー（室内ゆうえんち）

※テナント情報は2022年4月時点
出店テナント全店の一覧詳細情報は公式サイト「ショップリスト」「フロアガイド」を、営業時間の詳細は公式サイト「営業時間」を参照。

## 周辺施設
- 愛宕山展望台
- 旭化成延岡支社（旧：旭化成サービス本店）
- 旭化成ベンベルク工場
- 県立延岡病院
- 延岡警察署

## 交通アクセス

### 鉄道
- 南延岡駅
  - タクシー5分
  - バス - 南延岡駅前バス停（駅より徒歩3分）〜安賀多4丁目イオン前まで約8分
  - 徒歩約30分

### バス
1階の西口に宮崎交通ジャスコ線の停留所が設けられている。また、すぐ近くの県道16号線沿いに延岡市内線及び郊外線安賀多4丁目イオン前バス停がある。
- 福祉大学線、三輪線、ジャスコ線、片田〜今山ニュータウン線、東海〜一ヶ岡線、雷管〜桜ケ丘線、延岡学園線、外浦線、日向線
  - 安賀多4丁目イオン前 - 徒歩2分
  - 安賀多3丁目 - 徒歩4分
  - 安賀多5丁目 - 徒歩4分
- ジャスコ線
  - イオン延岡 - 徒歩0分（平日は上下1日5便、土日祝は上下1日3便）
- 方財線
  - 安賀多2丁目 - 徒歩6分